# Дубове (Дубоссарський район)
Ду́бове (рос. Дубово; рум. Dubău) — село в Дубоссарському районі в Молдові (Придністров'ї). Населення становить 770 осіб. Центр Дубівської сільської ради.
У селі діє пункт пропуску на кордоні з Україною Дубеу—Дубове.
Станом на 2004 рік у селі проживало 4,5% українців.

## Історія
Станом на 1886 рік у селі, центрі Дубівської волості Тираспольського повіту Херсонської губернії, мешкало 640 осіб, налічувалось 139 дворових господарств, існували православна церква на честь Святого Архангела Михаїла, збудована 1790-го року та лавка. За 4 версти — камера мирового судді. За 8 верст — лавка.